# سیمون لوی
سیمون لوی (انگلیسی: Simon LeVay؛ زادهٔ ۲۸ اوت ۱۹۴۳) دانشمند عصب‌شناس انگلیسی-آمریکایی است. او برای مطالعات خود دربارهٔ ساختار مغز و گرایش جنسی شناخته شده‌است.
او در ۲۸ اوت ۱۹۴۳ در آکسفورد، انگلستان به دنیا آمد. او آشکارا همجنسگرا است.